# Eduardo Cofré
Eduardo Patricio Cofré Vega (* 23. Juli 1961 in Santiago; † 24. Juni 2025 in Viña del Mar) war ein chilenischer Fußballspieler. Der Stürmer gewann zwei Meisterschaften und absolvierte ein Länderspiel für die Nationalmannschaft.

## Karriere

### Verein
Eduardo Cofré, auch Gino Cofré genannt, begann seine Profikarriere 1983 bei den Santiago Wanderers. 1986 wechselte der Angreifer zu Deportes Concepción und spielte auch in den Jahren danach bei Vereinen in der Primera División. Beste Platzierung bis zu seiner letzten Karrierestation CF Universidad de Chile war die Vizemeisterschaft 1988 mit dem CD Cobresal. Mit Universidad de Chile gelangen ihm dann die beiden Meisterschaften 1994 und 1995, auch wenn er seit 1993 immer wieder mit Knieverletzungen zu kämpfen hatte. 1996 beendete der Offensivspieler seine Profikarriere. Besonders in Erinnerung bei den Fans von La U blieben seine beiden Tore beim 2:0-Erfolg gegen Erzrivale CSD Colo-Colo im Juli 1992.

### Nationalmannschaft
Eduardo Cofré absolvierte im April 1984 unter Trainer Isaac Carrasco sein einziges Länderspiel. Beim 0:0-Unentschieden im Freundschaftsspiel gegen England wurde der Angreifer für Claudio Toro in der 71. Spielminute eingewechselt. 1986 nahm der Offensivspieler an den Südamerikaspielen 1986 teil.

## Erfolge
Universidad de Chile
- Chilenischer Meister: 1994, 1995